# Падіння комунізму в Албанії
Падіння комунізму в Албанії почалось у грудні 1990 року зі студентськими демонстраціями. У березні 1991 вибори залишили колишню комуністичну Албанська партія праці при владі, але загальний страйк та місцева опозиція призвели до формування коаліційного уряду, до якого входили не-комуністи. Колишні комуністи в Албанії були розгромлені на виборах у березні 1992 в умовах економічного колапсу і соціальних заворушень.
Енвер Ходжа, який правив Народною Соціалістичною Республікою Албанія протягом чотирьох десятиліть, помер 11 квітня 1985. У 1989 році перші повстання почались у Шкодері, де люди хотіли знести статую Йосипа Сталіна, і поширились в інших містах. Зрештою, існуючий режим почав певну лібералізацію, у тому числі забезпечив свободу виїзду за кордон у 1990, намагання поліпшити відносини із зовнішнім світом.

## Історія
Після смерті Ходжі, його змінив Раміз Алія. Політика Алії намагалась зберегти комуністичну систему, вводячи поступові реформи для того, щоб пожвавити економіку Албанії, яка неухильно знижувалась після припинення допомоги від колишніх комуністичних союзників. Для цього Алія легалізував інвестицій від капіталістичних фірм і розширив дипломатичні відносини з країнами Західної Європи.
Під час революцій 1989 багато албанці залишались у невіданні через нестачу інформації в ізольованому стані. Більшість албанців навіть не знала, що Берлінська стіна впала у листопаді того ж року. З часом, різні сегменти албанського суспільства стали політично активними і почали агітувати проти уряду. Найбільш відчуженими групами були інтелектуали і робітничий клас, а також молодь, яка була розчарована роками позбавлення волі та обмеження.

## Формування опозиції
Лібералізація в Албанії 1985 — першої половини 1990 рр. здійснювалась реформаторським крилом Албанської партії праці на чолі з Рамізом Алією. Опозиції в країні не існувало, що було зрозуміло в умовах жорсткого тоталітарного режиму.
Однак з середини 1990 р. ситуація починає змінюватись. До комплексу економічних та зовнішньополітичних причин додаються внутрішньополітичні. Стихійно формується народна опозиція, а на політичну сцену Албанії виходить інтелігенція. Цьому сприяли наступні фактори:
1) відсутність швидких результатів часткових економічних реформ та погіршення продовольчої ситуації;
2) невідповідність заяв керівництва країни його діям, що призводило до вимог населення виконати обіцянки;
3) криза зовнішньополітичної та економічної складових комуністичної ідеології, що підривало ідеологічну легітимність правлячого режиму.
Перше зіткнення влади з народним спротивом відбулось в червні 1990 р., коли вступили в силу закони щодо надання албанцям права вільного виїзду з країни. Натовпи албанців рушили до посольств європейських держав з проханням надати їм політичний притулок. Кількість біженців досягла 6 тис. У відповідь спецслужба «Сігуріме» відкрила по ним вогонь, були вбиті та поранені декілька десятків осіб.
Однак необхідність у покращенні іміджу Албанії на міжнародному рівні змусила владу піти на нові поступки: нелегальний перехід кордону перестав кваліфікуватись як зрада батьківщини, а також були дозволені мирні маніфестації та беззбройні зібрання. Зі складу Центрального комітету Албанської партії праці були виведені декілька представників консервативного крила.
Широке народне незадоволення призвело до зміни внутрішньої політики правлячої еліти. Алія вперше визнав наявність помилок партії у минулому, поставив під сумнів минулий досвід соціалістичного будівництва. Він пообіцяв відділити партію від держави, збільшити обсяг влади виборних чиновників, послабити контроль комуністів над виборними організаціями. Народне зібрання прийняло новий виборчий закон, згідно з яким на кожному окрузі повинно було балотуватись не менше 2 кандидатів, а право їх висувати окрім Албанської партії праці отримали також Демократичний фронт (організація комуністів та безпартійних), профспілки, Союз жінок та Союз молоді. Такі ініціативи могли призвести до формування обмеженого плюралізму, посилити владу формальних інститутів, деідеологізувати державу. В такому випадку можна було б говорити про перехід від тоталітарного до авторитарного режиму. Однак подальші події змусили владу піти на широку демократизацію.
Восени 1990 р. країною пройшли масові заворушення під гаслами поліпшення економічного становища, демократизації та звільнення політв'язнів. Їх кульмінацією стали студентські маніфестації 9-11 грудня, що переросли у безлади. Кількість їх учасників досягла 3 тис. Після зіткнень демонстрантів з поліцією Алія вирішив піти на переговори.
Під час переговорів були вироблені декілька важливих рішень, що були невдовзі реалізовані. Було дозволено створення незалежних політичних організацій і вже 19 грудня з'явилась перша опозиційна група — Демократична партія Албанії. Пізніше виникли й інші політичні сили, найбільш впливовими з яких були Соціал-демократична партія Албанії та Республіканська партія Албанії. Почала виходити й опозиційна періодика — газети «Ріліндья демократік» та «Републіка». Представники консервативного крила зазнали остаточної поразки та були виведені з Центрального комітету Албанської партії праці та уряду. Ці події стали поворотним моментом між лібералізацією та демократизацією.
На початку 1991 р. були внесені зміни до діючої Конституції 1976 р., що остаточно легалізували фактичні зміни в країні: до головного закону додавались пункти щодо багатопартійності, права на страйк, свободі віросповідання, права приватної власності. Щезла стаття про провідну роль Албанської партії праці, вводилась посада Президента, судова влада відділялась від виконавчої.
Важливим процесом було відділення Албанської партії праці від держави та суспільних організацій. З грудня 1990 р. партія перестала контролювати Комітет ветеранів війни, профспілки, Союз молоді. Процес оновлення Албанської партії праці був завершений на її Х з'їзді в червні 1991 р. Вона була перейменована на Соціалістичну партію Албанії, а її керівництво на чолі з Фатосом Нано рішуче відмежувалось від комуністичної ідеології та тоталітарного минулого.

## Парламентські вибори 1991 і 1992 рр
31 березня та 7 квітня 1991 р. в два тури пройшли перші в післявоєнній Албанії багатопартійні вибори. Опозиція та спостерігачі від Європарламенту заявили про численні порушення під час виборів: обмежений доступ опозиції до державних ЗМІ, першкоджання передвиборчій кампанії деяких кандидатів з боку міліції, використання владою адміністративного ресурсу.
Завдяки мажоритарній системі та підтримці в сільській місцевості Албанська партія праці здобула перемогу, отримавши 169 з 250 місць у Народних зборах. 75 депутатських мандатів відійшло до Демократичної партії Албанії. Президентом країни новий склад парламенту образ Раміза Алію, уряд очолив Фатос Нано.
В середині травня країну охопила нова політична криза, що супроводжувалась загальним страйком та голодуванням. Комуністи, профспілки та опозиція розпочали переговори, в результаті яких 11 червня був сформований коаліційний уряд Юли Буфі з представників усіх парламентських партій.
Мирне вирішення загального страйку, формування коаліційного уряду та Х з'їзд Албанської партії праці можна вважати остаточною крапкою в існуванні тоталітарного режиму в Албанії. Однак йому на зміну прийшла не демократія, а анархія. Розграбовувалось державне та колгоспне майно, здійснювались напади на адміністративні заклади, магазини та школи, зростав рівень стихійного політичного насильства. Тисячі албанців намагались будь-що виїхати за кордон.
Через активне розгортання соціального конфлікту та тиск з боку опозиції влада погодилась на проведення дострокових виборів до парламенту у 1992 р.
На позачергових виборах до Народних зборів 22 та 29 березня 1992 р. повну перемогу здобула коаліція Демократичної партії Албанії та її союзників. Зі 140 місць вона отримала 92, Соціалістична партія Албанії — лише 38. Спостерігачі не зафіксували порушень, що могли б вплинути на результати голосування. Раміз Алія добровільно склав повноваження Президента, на його місце парламент обрав лідера Демократичної партії Албанії Салі Берішу — першого демократичного лідера Албанії з часів Фана Нолі. На основі коалиції Демократичної партії Албанії, Республіканської партії Албанії та Соціал-демократичної партії Албанії був сформований уряд на чолі з Александром Мексі.

## Посткомуністичний уряд
При переході від диктатури до демократії, очевидно, було багато проблем. Демократична партія повинна була здійснити обіцяні реформи, але вони проводились занадто повільно або не вирішувати проблеми країни, тому люди були розчаровані, коли їхні надії на швидке процвітання стали нереалізованими.
Уряд звалився у 1997 році у результаті обвалень фінансових пірамід і широко поширеної корупції, що призвели до заворушень по всій країні. Уряд намагався придушити повстання військовою силою, але спроба не вдалась через довге використання збройних сил. Закордонні військові були змушені втрутитися у ситуацію, щоб захистити своїх громадян, дипломатів та громадян інших країн.
Відповідно до тимчасового основного закону 1991, Албанія ратифікувала посткомуністичну конституцію у 1998 році, створюючи демократичну систему правління, засновану на верховенстві права і забезпечення захисту основних прав людини.